# Kissianer
Die Kissianer oder Kissier waren ein antiker Stamm in Persien. Sie sind aus den Werken der antiken Autoren Herodot, Aischylos, Apollonios von Tyana und Hekataios von Milet bekannt.
Herodot beschreibt die Kissianer in der Heerschau des Xerxes I. in Doriskos, direkt nach den Persern und Medern. Sie waren gekleidet wie die Perser, aber trugen statt der Gurte Binden (Herodot, Historien 7, 62). Sie wurden durch Anaphes, Sohn des Otanes angeführt. In der Schlacht an den Thermopylen schickt Xerxes die Meder und Kissianer als erstes gegen die Spartaner (Herodot 7, 211), nach deren Misserfolg die Unsterblichen.
Aischylos nennt in seinem Theaterstück Die Perser Ekbatana, Susa und die „alte Burg“ der Kissianer, laut Austin Morris Harmon, weil er nicht wusste, dass Susa im Gebiet der Kissianer lag und ihm damit eine Hauptstadt für diesen Stamm fehlte.
Nach Apollonios von Tyana lag das Land der Kissianer in Medien, eine Tagesreise von Babylon (1,23), in der Ebene von Ekbatana. Es gab keine Städte, sondern nur Dörfer, außerdem lebten hier berittene Nomaden (1,24). Das Land war laut Apollonios mit Pech getränkt und bitter (vermutlich versalzen). Die Einheimischen starben früh, weil sich das Pech aus dem Wasser in ihren Eingeweiden ablagerte. Dareios hatte im Land der Kissianer 410 verschleppte Eretrier aus Euböa angesiedelt. Sie hatten ihre Siedlung befestigt, indem sie den Fluss umleiteten, sodass er halbkreisförmig um das Dorf floss. Ackerbau war nur auf einem Hügel in der Nähe des Dorfes möglich, wo die Erde nicht verseucht war, er wurde ihnen aber von Nomaden streitig gemacht. Außerdem hatten sie einen Steinbruch angelegt und mit dort gewonnenen Stein einen Tempel im griechischen Stil und einen Marktplatz erbaut. Sie weihten Dareios, Xerxes und Daridaios Altäre. Ihre Grabsteine trugen griechische Inschriften und waren mit Schiffen verziert.